# Chiesa di Santa Lucia (Marino)
La chiesa sconsacrata di Santa Lucia da Siracusa è stato un luogo di culto cattolico della città di Marino, in provincia di Roma, nell'area dei Castelli Romani, nella diocesi suburbicaria di Albano. Attualmente accoglie la sede del museo civico "Umberto Mastroianni".

## Storia

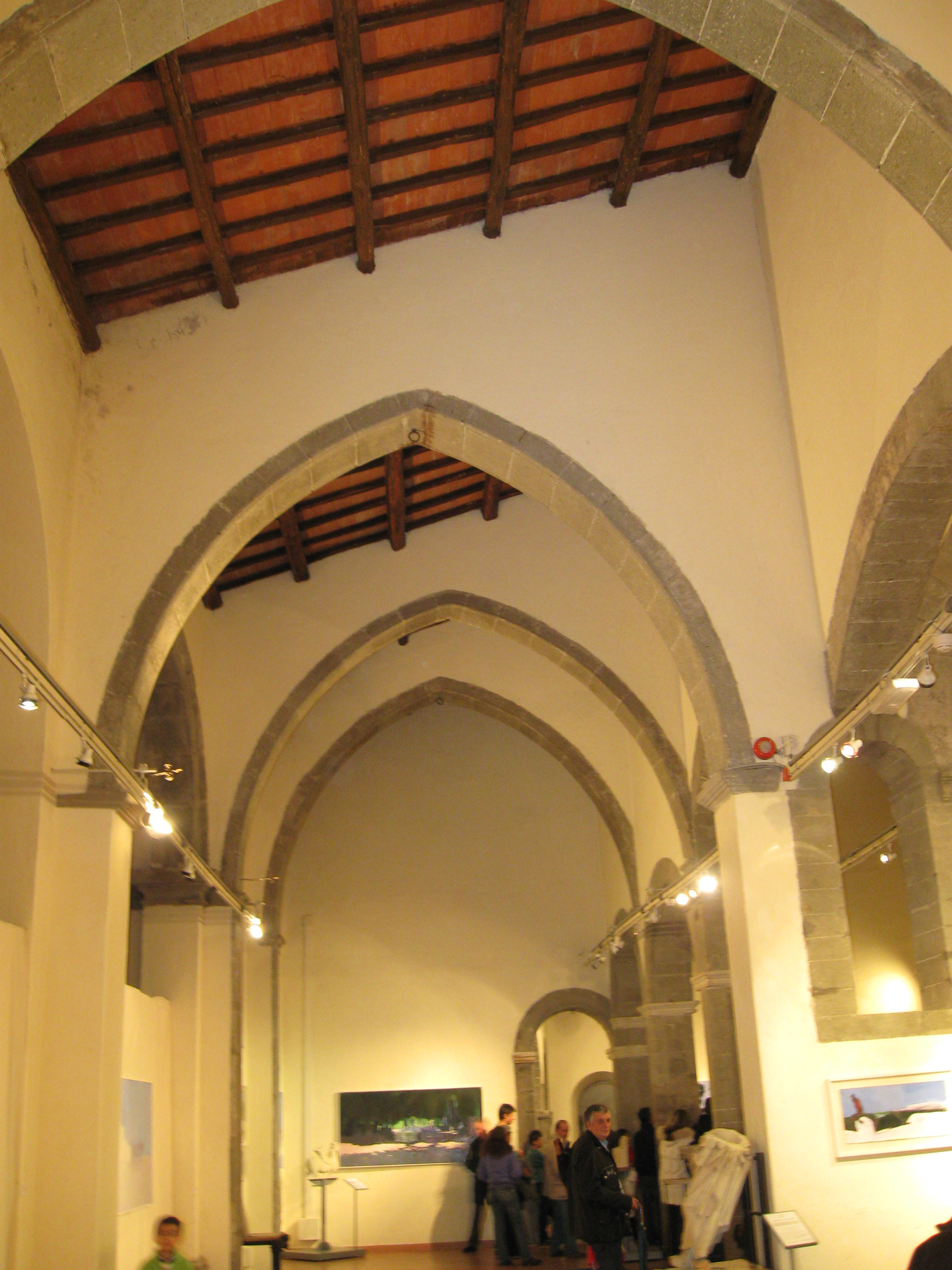
La navata sinistra della chiesa.

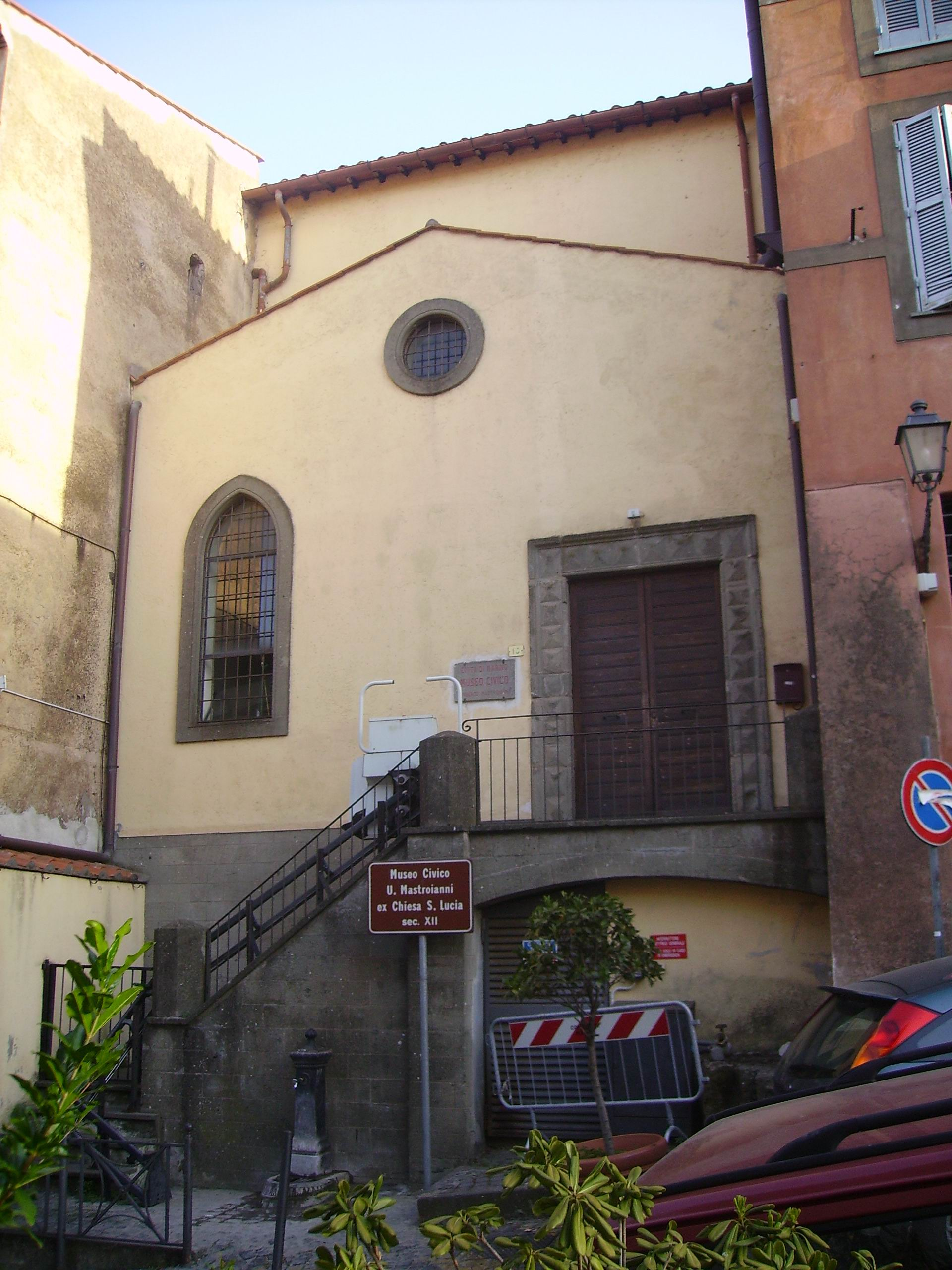
L'attuale ingresso al Museo civico Umberto Mastroianni.

Durante i lavori di restauro della chiesa, diretti da Carla Bresciani Sacchi, per adattarla a sede museale e svolti tra gli anni ottanta e novanta del Novecento, è stata rinvenuta sotto al piano del pavimento una cisterna quadrata di età romana (scoperta avvenuta per merito delle analisi delle strutture, effettuate da Giuliano Sacchi, in quel tempo funzionario della Soprintendenza per i Beni Ambientali e Architettonici del Lazio). Tale cisterna era probabilmente legata all'approvvigionamento idrico dell'antico municipium di Castrimoenium, del quale si è molto discussa l'ubicazione, collocandolo o fuori dall'abitato presso la località Castel de' Paolis o nell'abitato presso il rione Castelletto: oggi sembra chiaro che quest'ultima ipotesi sia la più corretta, poiché i resti romani di Castel de' Paolis sono stati attribuiti ad una villa suburbana patrizia. Ad ogni modo la cisterna in età cristiana venne convertita ad uso liturgico come chiesa cristiana, come testimoniano i probabili segni della presenza di un altare sul lato est del locale sotterraneo.
Dagli studi effettuati dal Seccia Cortes nel 1915 su un'epigrafe risulta che la chiesa in superficie sia stata fondata nel 1102: è probabile che in quella data già esistesse l'altra chiesa parrocchiale del castello, intitolata a San Giovanni e collocata nel borgo alto-medioevale del rione Castelletto, presso la quale era anche situato il cimitero. La costruzione di una nuova chiesa più a monte du quindi conseguenza dell'ampliamento basso-medioevale del castello.
I primi restauri avvennero intorno al 1225: con molto probabilità il committente dell'operazione fu la feudataria del castello Giacoma de Settesoli, vedova del feudatario Graziano Frangipane nonché amica di san Francesco d'Assisi e ispiratrice nella fondazione del Terzo Ordine Regolare di San Francesco. A lei sarebbe dovuta anche la denominazione della chiesa in onore di santa Lucia da Siracusa: infatti presso il palazzo dei Frangipane a Roma, situato nell'edificio di età severiana del Settizonio vicino al Circo Massimo, esisteva una chiesa di Santa Lucia in Settizonio, attualmente distrutta ed identificata con alcuni pregevoli resti situati tra sul lato sud-est del Palatino.
Recenti studi hanno chiarito come la fase goticheggiante della chiesa (ciclo pittorico, ciborio gotico, finestre e costolonatura) risalga alla fine del XIII secolo o all'inizio del XIV, e non all'inizio del XIII secolo, come tradizionalmente finora ritenuto. Un possibile committente è stato identificato nel cardinale Napoleone Orsini, signore di Marino dal 1286 al 1342, al quale risale la prima notizia diretta di una Ecclesia Sante Lucie in Marino, in un memoriale del 1334.
Non si hanno più notizie della chiesa fino al pontificato di papa Martino V (1417-1431), della famiglia Colonna, eletto dal concilio di Costanza dopo lo Scisma d'Occidente: con il suo appoggio, i Colonna acquistarono, direttamente o tramite loro uomini fidati, numerosi feudi laziali fra cui Genzano di Roma, Frascati, la commenda dell'abbazia di Santa Maria di Grottaferrata e Marino, acquistandola per 12.000 fiorini da Cristoforo Caetani. Per dare lustro al suo parentado, il papa decise di elevare la chiesa di Santa Lucia alla qualifica di basilica minore.
Durante la guerra tra l'imperatore Carlo V d'Asburgo ed il re di Francia Francesco I di Valois, i Colonna presero le parti degli imperiali mentre papa Clemente VII si schierò con i francesi. Di conseguenza nel novembre 1526 il papa emanò un monitorio contro i Colonna, ed il mese successivo inviò il legato pontificio Agostino Trivulzio con la missione di radere al suolo quattordici feudi laziali colonnesi, tra cui Marino, Zagarolo, Gallicano, Artena, Subiaco e Cave. Nel saccheggio di Marino furono particolarmente attivi i soldati inviati dal Comune di Velletri in appoggio all'esercito pontificio, che trafugarono una campana della chiesa di Santa Lucia e l'icona miracolosa della Madonna del Popolo che era conservata anch'essa nella chiesa: sennonché l'indomani l'icona tornò miracolosamente al suo posto a Marino. Ad ogni modo, i marinesi apostrofano ancora oggi i velletrani come "ruba Madonne e ruba campane".
L'icona della Madonna del Popolo era stata portata nel castello con ogni probabilità da qualche esponente della famiglia Colonna forse al tempo di papa Martino V, e collocata in un altare di marmi colorati antichi secondo alcuni autori provenienti dallo spoglio del tempio di Diana a Nemi. Nel 1583 l'immagine, chiamata "Maria Santissima di Santa Lucia", era sicuramente nella chiesa di Santa Lucia, e risultava attorniata da ex voto ed altre offerte votive.
Pare che la chiesa nel Cinquecento subisse gravi danni (ricordiamo che il castello di Marino venne espugnato e raso al suolo non solo nel 1526 ma anche nel 1501 ed un nuovo saccheggio si verificò nel 1599), ed addirittura patisse il crollo della navata destra.
In una nota redatta nel maggio 1569 dal vicario generale della diocesi di Albano Antonio de Astelisiis o de Asteliciis, che è anche il documento più antico conservato nell'Archivio Storico Diocesano di Albano la chiesa risulta possedere tre altari in cornu epistulae ("altar della Nuntiata", "altar di S. Lucia" ed "altar di S.ta Croce") e due altari in cornu evangelii ("altar di S. Salvatore N. S.", "altar del Crocifisso") oltre all'altar maggiore "dove si honora il S.mo Sacramento" e ad una cappella delle compagnie di Sant'Antonio, San Rocco e San Sebastiano. Le entrate dei benefici parrocchiali erano pari a 70/75 scudi l'anno a seconda dei raccolti, la metà dei quali spettavano all'arciprete (che a quella data era Don Olivante Oliva di Sassoferrato, come riporta la nota del vicario generale), ed il resto ai due chierici, uno maggiore e ad uno minore. 
Per avere un termine di paragone circa le rendite annuali della chiesa di Santa lucia, alla stessa data (1569) la cattedrale di Albano aveva una rendita di 47 scudi, baj 15, tre rubbia e mezzo di grano e due botti di vino, mentre la collegiata di Ariccia ne aveva 160, e quella di Civita Lavinia 50/60 scudi. L'altra chiesa parrocchiale di Marino, San Giovanni nel rione Castelletto, aveva una rendita di 30 scudi, mentre la chiesa di Santa Maria delle Grazie, sede della Confraternita del Gonfalone, aveva rendite per 20 scudi.
Nel 1620 veniva realizzato un nuovo fonte battesimale per cura dell'arciprete. Con grande probabilità la confraternita del Gonfalone di Marino si stabilì presso la chiesa dopo il 1580, anno in cui vendette la sua antica sede presso la chiesa di Santa Maria delle Grazie ai padri Agostiniani. I confrati abbandonarono la chiesa solo intorno al 1698, quando commissionarono la costruzione dell'oratorio del Gonfalone all'architetto Girolamo Fontana.
L'abbandono della chiesa, assieme all'altra parrocchiale di San Giovanni, venne stabilito dall'atto di visitazione siglato il 28 ottobre 1636 da monsignor Giovanni Battista Altieri: rendite, benefici, prebende e competenze delle due parrocchie dovevano convergere nella nuova parrocchia della basilica collegiata di San Barnaba. Le ragioni di questa unificazioni, al di là dello stato di fatiscenza in cui versavano entrambe le chiese, può anche essere ricercato nella crescente tensione venutasi a creare fra le due comunità parrocchiali, l'una legata al rione Santa Lucia, l'altra al rione Castelletto: entrambe avevano un arciprete e due canonici, una compagnia laicale, e la vita dei due quartieri ruotava tutta attorno alle due chiese, tanto che esistevano ad esempio due forni, uno di Santa Lucia ed uno di San Giovanni (la memoria di questi rimane nella toponomastica).
L'unione delle rendite della chiesa di Santa Lucia con quelle della chiesa di San Giovanni nella nuova parrocchia consentirono la creazione del capitolo di canonici, costituito nel 1650, e l'erezione della nuova chiesa in collegiata. Marino era fino ad allora uno dei quattro paesi della diocesi di Albano privo di un capitolo di canonici, insieme a Castel Gandolfo, Genzano (dove la collegiata fu creata nel 1820) e Nemi.

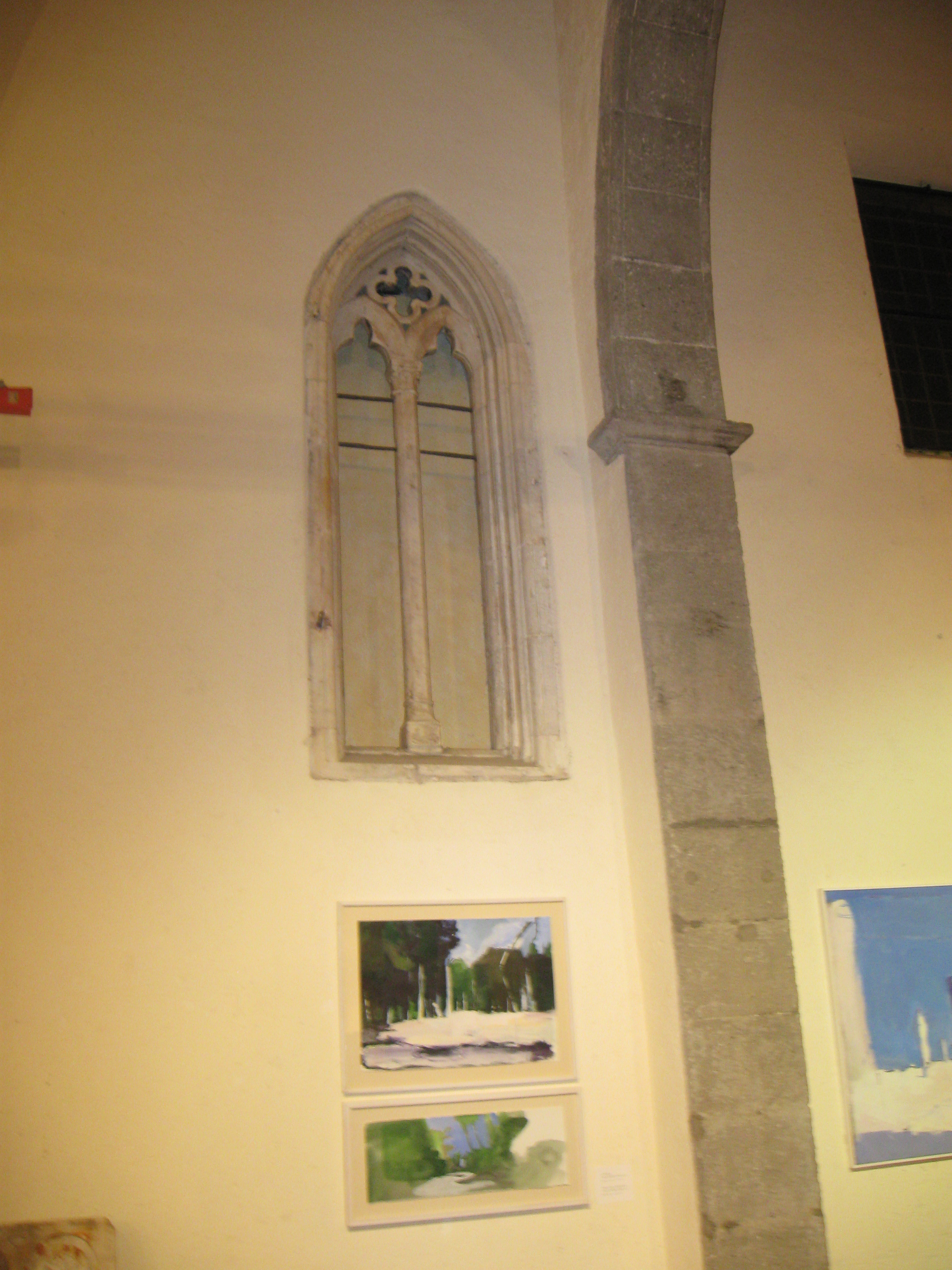
Una bifora nella navata destra.

I lavori per la costruzione della nuova collegiata iniziarono nel 1640 e terminarono attorno al 1655, anche se la prima celebrazione eucaristica si svolse solo nel 1662 a causa della terribile epidemia di peste del 1656, che in tre mesi lasciò in vita solo diciassette famiglie marinesi. Papa Urbano VIII ad ogni modo ratificò ufficialmente l'unificazione delle due parrocchie con il Breve apostolico "Excelsa merita Sanctorum", che istituiva la nuova parrocchia elevandola a collegiata con arciprete dotato di dignità abbaziale "nullius diocesios", dodici canonici regolari e quattro cappellani. Nel dicembre 1662 la chiesa di Santa Lucia venne spogliata anche della venerata immagine della Madonna del Popolo, solennemente traslata nella basilica di San Barnaba il 10 dicembre di quell'anno con grande partecipazione di clero, di popolo e di autorità. Si presuppone che gli ornamenti più preziosi del luogo di culto siano stati asportati e portati nella nuova collegiata, o peggio venduti o comunque disperso: la base del summenzionato fonte battesimale venne utilizzata nel Settecento durante una missione come base per collocarvi una croce.
Nel 1669 il cardinale vescovo della diocesi suburbicaria di Albano Ulderico Carpegna autorizzò il duca Lorenzo Onofrio Colonna a ridurre ad uso profano le due chiese di Santa Lucia e San Giovanni: mentre la chiesa di San Giovanni venne concessa ai monaci basiliani dell'abbazia di Santa Maria di Grottaferrata come ospedale per i religiosi anziani o ammalati, salvandosi temporaneamente alla distruzione (che sopravvenne comunque, tanto che oggi difficilmente si ritrovano elementi architettonici del luogo di culto tra le case), Santa Lucia venne adibita prima a lanificio, poi a fienile, quindi a tinello per la produzione del vino.
Nel 1850 l'edificio, ormai mutilato di tante parti come l'abside, il portico ed il campanile, inglobati nelle civili abitazioni private circostanti, venne nuovamente adibito a chiesa dai Missionari del Preziosissimo Sangue: dopo l'annessione del Lazio al regno d'Italia avvenuta nel settembre 1870, nel 1873, con l'estensione ai territori dell'ex-Stato Pontificio della legge italiana sull'eversione dei beni ecclesiastici, la chiesa venne acquisita dal demanio. Agli inizi del Novecento l'ex-chiesa diventò così cinema, a partire dagli anni venti fu riconvertita a casa del fascio e luogo di allenamento per la gioventù fascista (in aperta concorrenza con l'Oratorio Parrocchiale San Barnaba, come ricordano alcuni testimoni dell'epoca), quindi durante la seconda guerra mondiale ospitò alcuni sfollati di guerra e nel 1974 fu ceduta dal demanio al Comune di Marino come luogo di manifestazioni culturali.
Nel 1977 fu eseguito un primo restauro completo del tetto, sotto la direzione della Soprintendenza (dott.ssa Carla Bresciani), e programmato il recupero della pavimentazione, per un importo di 140 milioni di lire.
Altri interventi di restauro risalgono al 1982/1983. Il museo è stato aperto nel maggio 2000 ed ufficialmente inaugurato nel mese di settembre dello stesso anno, in occasione dei festeggiamenti per la settantaseiesima Sagra dell'Uva. L'istituzione è stata intitolata allo scultore fontanese Umberto Mastroianni, che ha vissuto i suoi ultimi anni a Marino presso il Casino Colonna, dove morì nel 1998, lasciando numerose opere d'arte al Comune.

## Descrizione

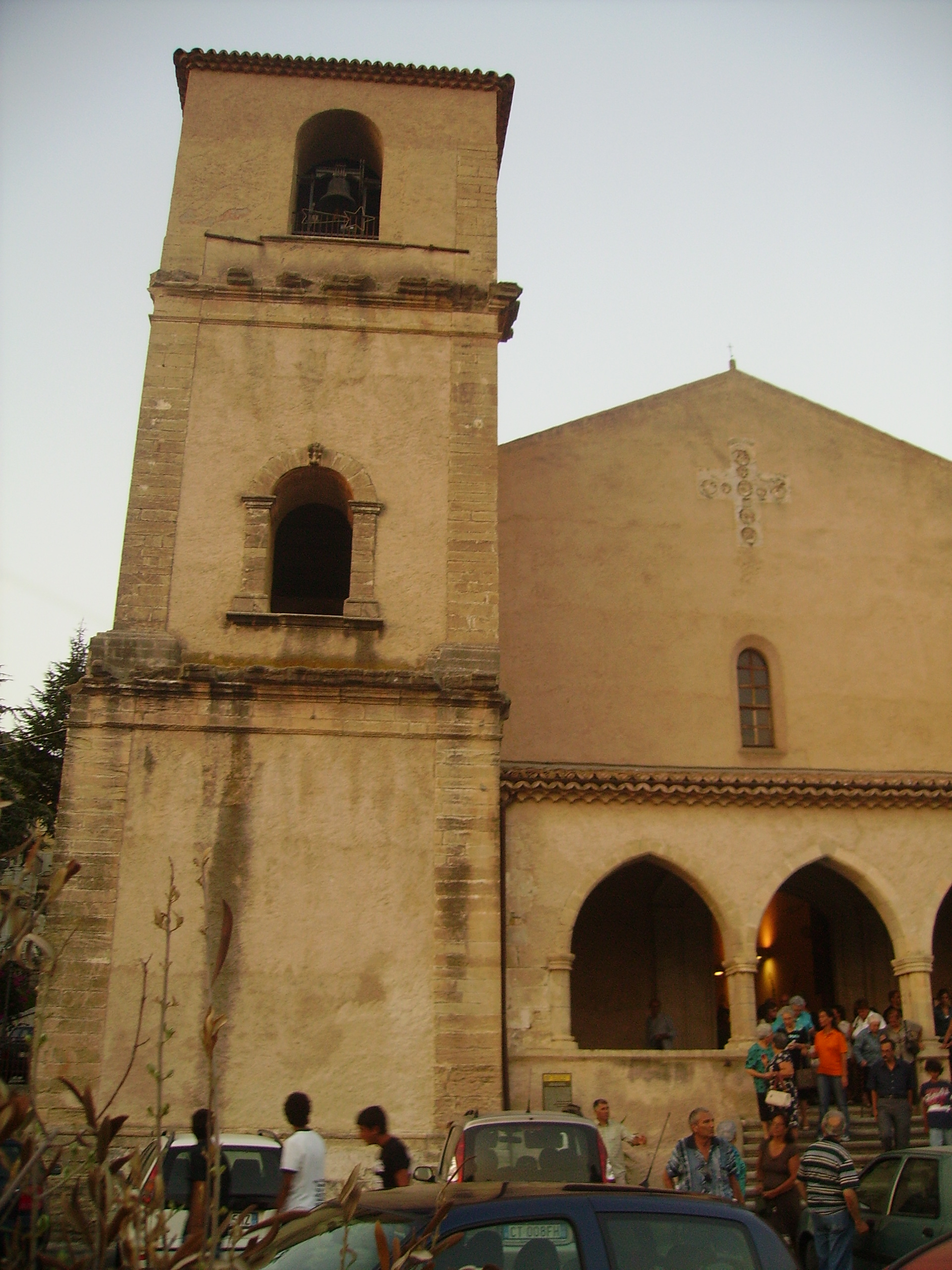
La chiesa di San Bernardino da Siena ad Amantea, in provincia di Cosenza: la facciata ed il campanile sono molto simili a quelli ipotizzati per Santa Lucia nelle ricostruzioni del 1915 e del 2007.

La chiesa, isolata in origine su ogni lato, era orientata da est ad ovest, secondo il moto giornaliero del Sole dall'alba al tramonto. L'impianto doveva essere a pianta basilicale a tre navate con abside centrale, anche se sono sopravvissute solo la navata centrale e quella destra, sulla quale si aprono due cappelle. Un'altra cappella, probabilmente uno scampolo della navata sinistra, si apre sulla navata centrale: qui è situato l'accesso attuale all'edificio, attraverso una ripida scala in peperino che conduce a largo Giacoma de Settesoli.
L'accesso originario era su via Santa Lucia, attraverso una scalinata che si intravede ancora, dissestata, fra le case: all'epoca questa era la principale arteria del centro storico di Marino. Secondo le ricostruzioni del Seccia Cortes nel 1915 e di Marina Funghi nel 2007, dalla scalinata d'accesso si accedeva ad un nartece e poi, attraverso tre porte (una delle quali, murata, era ancora visibile alla fine dell'Ottocento, e presentava una cornice a bugne in peperino), alla chiesa. Inoltre su questo fianco era situato il campanile, del quale oggi non restano tracce. Al centro della facciata, probabilmente a salienti, si apriva un rosone circolare.
Nello scavo dei pavimenti sono state rinvenute fosse e resti appartenenti a sepolture medioevali, e sulle pareti della prima campata due brandelli di affreschi raffiguranti un santo vegliardo ed una decorazione.
Il ritrovamento del brano degli originari affreschi, tra cui quello raffigurante un Santo Vegliardo, si deve all'Arch. Giuliano Sacchi che, indagando accuratamente i tessuti murali allo scopo di individuare le varie fasi storiche della costruzione, ebbe modo di notare che dietro il nuovo pilastro gotico era conservata la muratura di una fase precedente, che a seguito di saggi rivelò il dipinto del "Santo Vegliardo" (fonte diretta del direttore dei lavori dell'epoca, Arch. Carla Bresciani).
Altri frammenti della decorazione gotica della chiesa, conservati già nell'antiquarium comunale ed in seguito depositati presso l'istituto statale d'arte "Paolo Mercuri", si riferivano alle bifore delle finestre (e di esse almeno due sono rimaste intatte in sito) ed al rivestimento cosmatesco del pavimento del presbiterio e dell'altare maggiore.
Il dispositivo liturgico goticheggiante è stato datato tra la fine del XIII e l'inizio del XIV secolo, ed è stato attribuito alla committenza del cardinale Napoleone Orsini, signore di Marino dal 1286 al 1342.
Come accennato, sotto la chiesa è stata rinvenuta a sorpresa durante il restauro degli anni novanta una cisterna romana: essa è rappresentata da un locale a pianta quadrata, con volte a botte sorrette da quattro pilastri. Le pareti sono rivestite di selce e tufo ed impermeabilizzate con il cocciopesto. L'acqua defluiva dalla cisterna dal lato est, grazie ad un sistema di grotte e cunicoli ancora parzialmente inesplorato. In epoca cristiana, il locale sotterraneo venne utilizzato come luogo di culto, come dimostrano la presenza di un gradino sopraelevato, probabile sede di un altare, e di alcuni affreschi medioevali simili a quelli rinvenuti nella chiesa soprastante.